# Studená dolina (Vysoké Tatry)
Studená dolina je dolina na jižní straně Vysokých Tater, protéká jí Studený potok. Leží níže pod Malou Studenou dolinou a Velkou Studenou dolinou a vzniká jejich spojením. Spolu s nimi je součástí národní přírodní rezervace Studené doliny. Touto dolinou prochází žlutě značený chodník z Tatranské Lesné až k vodopádům Studeného potoka .